# Clefs
Clefs és un municipi delegat francès, situat al departament de Maine i Loira i a la regió de País del Loira. L'any 2007 tenia 954 habitants.
L'1 de gener de 2013, Clefs es va fusionar amb Vaulandry, amb el qual forma un municipi nou anomenat Clefs-Val d'Anjou.

## Demografia

### Població
El 2007 la població de fet de Clefs era de 954 persones. Hi havia 344 famílies de les quals 80 eren unipersonals (40 homes vivint sols i 40 dones vivint soles), 120 parelles sense fills, 128 parelles amb fills i 16 famílies monoparentals amb fills.
La població ha evolucionat segons el següent gràfic:
Habitants censats

### Habitatges
El 2007 hi havia 450 habitatges, 368 eren l'habitatge principal de la família, 46 eren segones residències i 35 estaven desocupats. 432 eren cases i 18 eren apartaments. Dels 368 habitatges principals, 270 estaven ocupats pels seus propietaris, 86 estaven llogats i ocupats pels llogaters i 12 estaven cedits a títol gratuït; 1 tenia una cambra, 25 en tenien dues, 57 en tenien tres, 114 en tenien quatre i 171 en tenien cinc o més. 253 habitatges disposaven pel capbaix d'una plaça de pàrquing. A 145 habitatges hi havia un automòbil i a 192 n'hi havia dos o més.

### Piràmide de població
La piràmide de població per edats i sexe el 2009 era:
| Homes | Edats   | Dones |
| ----- | ------- | ----- |
| 0     | 95 o +  | 4     |
| 4     | 90 a 94 | 4     |
| 0     | 85 a 89 | 8     |
| 4     | 80 a 84 | 12    |
| 16    | 75 a 79 | 20    |
| 12    | 70 a 74 | 40    |
| 28    | 65 a 69 | 12    |
| 24    | 60 a 64 | 20    |
| 36    | 55 a 59 | 40    |
| 20    | 50 a 54 | 32    |
| 32    | 45 a 49 | 16    |
| 24    | 40 a 44 | 12    |
| 24    | 35 a 39 | 36    |
| 32    | 30 a 34 | 32    |
| 16    | 25 a 29 | 20    |
| 20    | 20 a 24 | 24    |
| 16    | 15 a 19 | 24    |
| 40    | 10 a 14 | 28    |
| 20    | 5 a 9   | 32    |
| 20    | 0 a 4   | 24    |

## Economia
El 2007 la població en edat de treballar era de 585 persones, 434 eren actives i 151 eren inactives. De les 434 persones actives 385 estaven ocupades (208 homes i 177 dones) i 49 estaven aturades (19 homes i 30 dones). De les 151 persones inactives 50 estaven jubilades, 51 estaven estudiant i 50 estaven classificades com a «altres inactius».

### Ingressos
El 2009 a Clefs hi havia 368 unitats fiscals que integraven 983,5 persones, la mediana anual d'ingressos fiscals per persona era de 14.808 €.

### Activitats econòmiques
Dels 35 establiments que hi havia el 2007, 1 era d'una empresa alimentària, 1 d'una empresa de fabricació de material elèctric, 3 d'empreses de fabricació d'altres productes industrials, 3 d'empreses de construcció, 6 d'empreses de comerç i reparació d'automòbils, 4 d'empreses de transport, 1 d'una empresa d'hostatgeria i restauració, 1 d'una empresa d'informació i comunicació, 7 d'empreses de serveis, 4 d'entitats de l'administració pública i 4 d'empreses classificades com a «altres activitats de serveis».
Dels 10 establiments de servei als particulars que hi havia el 2009, 1 era una oficina de correu, 1 taller de reparació d'automòbils i de material agrícola, 2 paletes, 1 electricista, 4 perruqueries i 1 veterinari.
L'únic establiment comercial que hi havia el 2009 era una botiga de menys de 120 m².
L'any 2000 a Clefs hi havia 40 explotacions agrícoles que ocupaven un total de 675 hectàrees.

## Equipaments sanitaris i escolars
El 2009 hi havia una escola elemental.

## Poblacions més properes
El següent diagrama mostra les poblacions més properes.